# Алексино (Александровский район)
Алексино — деревня в Александровском муниципальном районе Владимирской области России, входит в состав Каринского сельского поселения.

## География
Деревня расположена в 27 км на юго-запад от центра поселения села Большое Каринское и 29 км на юго-запад от города Александрова, близ автодороги А-108 Московское большое кольцо.

## История
Село Малое Алексино в XVII столетии значилось в числе Троицких вотчин, о чем сказано в переписных книгах 1678 года. Сведения о церкви в селе Алексине встречаются в первый раз в переписных книгах 1678 года, в которых упоминается церковь Николая Чудотворца с приделами великомучеников Бориса и Глеба и Сергия Чудотворца. В ведомости о церквях Переславской епархии за 1799 год в селе Алексине названа деревянная церковь во имя святого Николая Чудотворца. В 1827 году вместо деревянной церкви на средства прихожан был построен каменный храм. Престолов в нем было два: в холодном во имя святого Николая Чудотворца, в приделе теплом во имя преподобного Сергия Радонежского. Приход состоял из села Алексина, сельца Маренкина, сельца Гориц и деревень: Жуклина, Афанасьева, Хлепетова, Горок и Новопоселенной слободки. В селе Алексине имелась земская народная школа, учащихся в 1892-93 году было 57. В годы Советской Власти церковь была полностью разрушена. В 1905 году в селе Алексино числилось 44 двора.
В XIX — начале XX века село входило в состав Ботовской волости Александровского уезда.
С 1929 года деревня входила в состав Новожиловского сельсовета Александровского района, в 1941-65 годах в составе Струнинского района, позднее в составе Лизуновского сельсовета.

## Население
| 1859 | 1905 | 1926 | 2002 | 2010 | 2021 |
| ---- | ---- | ---- | ---- | ---- | ---- |
| 163  | ↗255 | ↗324 | ↘46  | ↘24  | ↘20  |